# مطار ساندفيورد، تورب
مطار ساندفيورد، تورب (بالنرويجية: Sandefjord lufthavn, Torp)(إياتا: TRF، إيكاو: ENTO) هو مطار دولي يقع على بعد 4 أميال بحرية (7.4 كم؛ 4.6 ميل) شمال شرق ساندفيورد، النرويج و110 كيلومتر (68 ميل) جنوب أوسلو. تم بناء المطار بتمويل إلى حد كبير من طرف الناتو كأحد القواعد التي ستستخدمها القوات الجوية الأمريكية في حالة الحرب. بدأ البناء في عام 1953 وافتتح المطار في 2 يوليو 1956. ومنذ ذلك الوقت تقلصت الفائدة العسكرية للمطار.

## شركات الطيران والوجهات
تقوم شركات الطيران التالية بتشغيل خدمات منتظمة ومجدولة من وإلى ساندفيورد:
| شركـات طيـران                   | الوجهات |
| ------------------------------- | --- |
| طيران البلطيق                   | موسمي: مطار كناريا الكبرى (تبدأ في 2 ديسمبر 2023) |
| BRA Braathens Regional Airlines | موسمي عارض: Rhodes (تبدأ في 18 يونيو 2023) |
| الخطوط الجوية الملكية الهولندية | مطار سخيبول أمستردام |
| آير شاتل النرويجية              | مطار أليكانتي، مطار مالقة الدولي موسمي: مطار كناريا الكبرى |
| رايان إير                       | مطار أليكانتي، مطار أوريو أل سيريو، مطار غدانسك ليخ فاونسا، مطار كراكوف، مطار لندن ستانستد، مطار مالقة الدولي، مطار مانشستر، Poznań، مطار ريغا الدولي، مطار وارسو مودلين، مطار فروتسواف، مطار زغرب موسمي: مطار ميورقة |
| Sunclass Airlines               | موسمي عارض: مطار خانية الدولي ‏، مطار كناريا الكبرى، مطار لارنكا الدولي |
| Widerøe                         | Bergen، مطار كوبنهاغن، مطار ستافانغر الدولي، مطار تروندهايم، فارنيس موسمي: Florence (تبدأ في 27 يونيو 2023)، مطار نيس كوت دازور موسمي عارض: مطار خانية الدولي ‏، Rhodes                                                |
| ويز للطيران                     | مطار هنري كواندا الدولي، مطار غدانسك ليخ فاونسا، مطار كاتوفيتشي، مطار إسكوبية الدولي، Szczecin، مطار وارسو فريدريك شوبان موسمي: مطار تيرانا الدولي، مطار فيلنيوس                                                      |